# Христо Бръмбаров
Христо Тачев Бръмбаров е български оперен певец (баритон), вокален педагог, професор.

## Биография
Роден е в Ловеч на 15 октомври 1905 година, но малко по-късно семейството му се преселва в Плевен, където той завършва средно образование. Учи цигулка и постъпва в Музикалната консерватория в класа на Иван Вулпе. След неговата смърт през 1929 година заминава на специализация в Милано при педагожката Дамако.
Дебютира на 17 април 1932 година като Жорж Жермон от операта „Травиата“ на Джузепе Верди в постановка на пътуваща трупа в Лаго ди Комо. Участва в оперите „Бал с маски“, „Селска чест“, „Палячи“, „Фауст“, „Бохеми“ и „Севилският бръснар“, но не успява да получи трайна работа, тъй като не разполага с удостоверение за политическа благонадеждност, и се връща в България.
След връщането си в България Бръмбаров пее известно време в концертираща трупа на Тодор Хаджиев, дебютирайки на българска сцена на 15 юни 1936 година като Фигаро от „Севилският бръснар“ на Джоакино Росини. В началото на 1937 година е назначен в Софийската опера. През 1939 година е уволнен, което предизвиква шумен скандал, довел до оставката на директора Владимир Василев и до връщането на Бръмбаров на работа.
Малко след връщането си в България Бръмбаров започва да преподава и създава няколко поколения оперни певци, включително с блестящи световни кариери като Гена Димитрова, Николай Гяуров, Никола Гюзелев, Асен Селимски, Стефан Еленков, Стоян Попов, Арон Аронов и педагозите Лиляна Жабленска, Ирена Бръмбарова, Никола Гюзелев, Асен Селимски и Констанца Вачкова. Работи в Музикалната академия, където е професор от 1947 г. Преподава 2 сезона в „Болшой театър“ (Москва). Известен е като специалист по белканто.
През 1961 година Бръмбаров получава тежък инфаркт и прекратява певческата си кариера, но продължава да преподава. По това време създава Централната студия за български и чужди вокалисти, която ръководи до смъртта си. Член-учредител е на възстановения Съюз на българските музикални дейци (1965).
Награден с Орден „Кавалер на Италианската република“ (1972). Почетен гражданин на Плевен. На името на Христо Бръмбаров е учреден конкурс за млади оперни дарования.
Христо Бръмбаров умира от инфаркт на 12 юли 1974 г. в София.